# Pavao Ritter Vitezović
Pavao Ritter Vitezović (Senj, 7. siječnja 1652. – Beč, 20. siječnja 1713.) bio je hrvatski polihistor, književnik, povjesničar, jezikoslovac i nakladnik. Bio je nositelj plemićkog naslova baruna te savjetnik kraljevskoga veličanstva i dožupan Like i Krbave.

## Životopis
Bio je potomak doseljena njemačkog vojnika koji se u Senju udomio i pohrvatio. Otac mu je bio doseljenik iz Elzasa, a majka Hrvatica. Osnovnu školu završio je, pretpostavlja se, u rodnome gradu, u kojemu je još vladala glagoljaška tradicija i ugođaj, jer je još god. 1248. senjski biskup dobio od pape povlasticu, da se u njegovoj biskupiji smije služba božja obavljati narodnim jezikom. Kod jezuita u Zagrebu pohađa Klasičnu gimnaziju; vjerojatno uz pomoć i podršku ujaka Lučkinića, župnika u Granešini. završivši šesti razred (retoriku) prekinuo je školovanje i otišao u Rim. Neki drže, da se zbog simpatija spram pobunjenika Zrinskog i Frankapana morao skloniti iz domovine. U hrvatskome (ilirskom) zavodu upoznaje znamenitoga povjesničara Ivana Lučića, a potom ga susrećemo u Kranjskoj u mjestu Bogenšperk kraj Litije, gradu baruna i glasovitog polihistora Ivana Vajkarda Valvasora, pod utjecajem kojega počinje proučavati domovinsku povijest i zemljopis. Kod Valvasora izučava, pored ostalog, tiskarsko umijeće, svladava izradbu bakroreza i njemački jezik.
God. 1677. napisao je raspravu o rodu Gusića, koja je objavljena tek 1681., a iste godine izašle su mu u Ljubljani prigodne pjesme u slavu Aleksandra Mikulića, zagrebačkoga kanonika, kasnijeg biskupa i njegova znanca. Došavši na glas u čitavoj Hrvatskoj poradi učenosti, rodni ga Senj odredi god. 1681. za svoga poslanika na Ugarski sabor u Šopronu. Zalaganjem na saboru, kasnije u Beču, uspio je ishoditi od kralja 19. travnja 1683. svečanu povelju kojom se Senju jamče njegova prava koja je od starine imao, kako bi se grad zaštitio od samovolje generala i senjskoga kapetana Herbersteina, kojega je, radi njegovih nasilničkih postupaka, zamrzio. U doba rata protiv Turaka sudjeluje u borbama, postaje časnikom u taboru bana Nikole Erdödyja u Međimurju, sudjeluje (1683.) u zauzimanju Lendave i Sigeta. Poslije rata ban ga uzima za svoga dvorskoga časnika; na banovu dvoru u Obrežu (Turopolje) upoznaje Adama Zrinskoga, sina bana Nikole, koji će poginuti kod Slankamena u boju s Turcima, ali od austrijskoga metka. Imenovan je ličkim podžupanom (čast bez prave važnosti), a Hrvatski sabor ga proglašuje svojim zastupnikom u radu povjerenstva za razgraničenje s Venecijom i Turskom; međutim, uza sav prijegor i veliko znanje, koje nije dovoljno korišteno, granice su utvrđivane na štetu Hrvatske, što ga je silno ljutilo i žalostilo.

## Tiskara
Na saborskim zasjedanjima u Beču i Požunu Vitezović je upoznao mnoge uglednike iz domovine, osobito Zagreba, pa se zaželio nastaniti u gradu svoje mladosti. Već je tada pomišljao da bi grad pod Gričem mogao postati središtem domovine. Odlučio je svoje veliko znanje i iskustvo posvetiti Hrvatskoj baš u Zagrebu. Otkrivši da u Biskupskim dvorima postoji zaboravljena tiskara, molio je biskupa Aleksandra Mikulića, svog gimnazijskog druga, da mu je dopusti osposobiti. Ubrzo je već tiskao kalendare i letke, kujući velike planove s tiskarskim poslom. Nagovarao je biskupa i prijatelje da tiskari dadu zemaljsko značenje, a njemu da se povjeri uprava. I zaista, Hrvatski sabor na zasjedanju u Varaždinu 11. studenog 1694., imenuje ga njezinim upraviteljom odredivši da "ne smije tu tiskaru uništiti ili oštetiti, nego ju je dužan pomno čuvati, ne smije je, i ne može, ni po kojom izlikom odnijeti bilo kamo iz Zagreba". Vitezović odmah premješta tiskaru iz Vlaške ulice u svoju kuću na Griču, žurno putuje u Beč i kupuje prešu i sve drugo potrebno za tiskanje knjiga i baca se silnom energijom na posao. Tiskaru naziva Muzejom (slijedeći primjer Valvasora), tiska vrijedna hrvatska i latinska djela, među kojima i djelo Croatia rediviva. Međutim, često radi drugih obveza (razgraničenja) izbiva iz Zagreba, ali se 1701. vraća misleći ostati zauvijek. Ta tiskara ima i svoju pretpovijest, koja na određeni način karakterizira kulturne prilike u Hrvatskoj posljednjih desetljeća XVII. stoljeća, osobito isusovce, koji su, kako se zna, vodili glavnu riječ u kulturnim pitanjima. Kako su se isusovci na zahtjev staleža odrekli prava na tiskaru, ona je predana Saboru, a Sabor ju je na svom zasjedanju u Varaždinu, 11. studenog 1694. godine, povjerio Vitezoviću uz godišnju plaću od 200 forinti. I tako se najzad, najviše zaslugom Vitezovićevom, otvorila prva tiskara u Zagrebu i u Banskoj Hrvatskoj uopće. Radom je započela 1695. godine pod nazivom Typographia regni. Vitezović je strojeve dao prenijeti u svoju kuću u kojoj je stanovao. Otad će svoju kuću nazivati muzejem te će pišući pisma i svoja djela s ponosom naznačivati "ex Museo meo Graecomonti". Vitezović je otad tiskao različite pohvalnice, kalendare, povijesna djela, pa čak i jednu sibilu.
Tiskarski posao nije bio osobito unosan, a uspio je steći i priličan broj neprijatelja. Na nesreću, god. 1706. požar mu proguta kuću i teško ošteti tiskaru i nađe se, materijalno, na rubu sloma. Tada se pokazalo da ga Zagreb, uza svu njegovu ljubav za grad i uza sve njegove zasluge, nije prihvatio. Tiskara mu je oduzeta, prognaše ga s imanja u Šćitarjevu koje je uzeo u zakup s dobrim izgledima da ga i naslijedi, ali povika plemstva i svećenstva, koje je nijekalo i povelju kralja Leopolda kojom mu se to pravo potvrđivalo, bila je tolika da je najposlije morao napustiti Šćitarjevo. 

## Barunstvo
Tih godina snašle su ga i obiteljske tragedije. Umrla mu je žena Katarina (1708.), a deset godina prije ostao je i bez sina. Slomljen, materijalno upropašten, uvrijeđen u svom ljudskom i nacionalnom ponosu, napušten od svih, napušta Hrvatsku i nastanjuje se u Beču. Tamo živi na rubu siromaštva, ali ipak za svoj rad na povijesnim spisima dobiva naslov dvorskog savjetnika i baruna. To, međutim, nije bilo popraćeno i odgovarajućim novčanim prihodima, odnosno osiguranjem materijalne egzistencije. 
Umro je u Beču u gostionici Kod zlatnog Medvjeda, od upale pluća. Sprovod je održan u Bečkoj katedrali.
Čitava njegova imovina sastojala se od rukopisa, koje je preuzela Ugarska kancelarija. Po zapovijedi Marije Terezije 1749. vraćeni su u Zagreb i predani Adamu Baltazaru Krčeliću da mu korisno posluže u povjesničarskom radu.

## Kronika
God. 1696. objavio je ondje i vlastito pučko-didaktičko djelo Kronika aliti spomen vsega svieta vikov je pučko-didaktičko djelo koje je objavio 1696. u Zagrebu u Gradcu. Rad je djelimice kompilacija kajkavske kronike Antuna Vramca. U Kronici pokušava dokazati da je Dalmacija dio Hrvatske.

## Dva stoljeća ucviljene Hrvatske
1703. godine objavio je povijesni spjev Dva stoljeća ucviljene Hrvatske (Plorantis Croatiae saecula duo, 1703.). U spjevu je opisao borbe s Osmanlijama na području Vojne krajine u XVI. i XVII. st.

## Djela o odnosima s Ugarskom
Napisao je raspravu Rasprava o tome kako je Hrvatska potpala pod vlast Ugarske (Tractatus, qualiter Croatia ad ius Ungaricum devenerit), ali to je djelo izgubljeno. 1704. godine objavio je Oslobođeno rodoslovlje sv. Ladislava, kralja Slavonije (Natales Divo Ladislavo regi Slavoniae apostolo restituti). Zanimljivost djela je u tome što tvrdi da kralj Ladislav koji je osnovao Zagrebačku biskupiju nije Arpadović, nego da je iz hrvatske vladarske dinastije.

## Oživljena Hrvatska (Croatia rediviva)
Ovo najpoznatije Vitezovićevo historiografsko djelo, koje uz posvetne tekstove u stihu i prozi ima tek 32 stranice, objavljeno je u siječnju god. 1700. u Zagrebu na latinskom jeziku. Brošura je vjerojatno bila samo nacrt za buduću knjigu, koju nije stigao napisati. Njezin izvorni, latinski, naslov glasi: Croatia rediviva regnante Leopoldo Magno caesare. Sačuvana su samo dva primjerka (danas se čuvaju u HAZU-u i u Nacionalnoj i sveučilišnoj knjižnici u Zagrebu), koja se među sobom dosta razlikuju. Po Šišićevu mišljenju ovo djelo je "svojim sadržajem, a još više svojom tendencijom, jedan od najznačajnijih spisa u ranijoj hrvatskoj historiografiji. To je prvi hrvatski historijski rad u službi aktualne politike, u isti mah i naučni rad i patriotski istup". (F. Šišić:, Hrvatska historiografija, JIČ, I., 1936, str. 44.).
Ovom djelu prethodio je niz Vitezovićevih znanstvenih i književnih radova, pisanih latinskim i hrvatskim jezikom, no za razumijevanje Oživljene Hrvatske je najvažniji spjev  Odiljenje sigetsko, tiskan u Linzu 1684. Junačka pogibija Nikole Zrinskoga pod Sigetom nadahnula je mnoge prije i poslije Vitezovića, ali njegovo djelo jedinstveno je po tome što je nastalo kao reakcija na mučko pogubljenje Petra Zrinskoga i Frana Krste Frankapana u Bečkom Novom Mjestu god. 1671. Zrinski i Frankapan, urotnici po definiciji bečkoga dvora, hrvatski pobunjenici protiv habsburške tiranije, po ocjeni hrvatske historiografije, pogubljeni su voljom Leopolda I., a spjev o slavnom sigetskome junaku objavljen je za vladanja istoga vladara. Trebalo je hrabrosti i domoljublja, da se o Zrinskima, imenu zazornom Beču koji je sve činio da se hrvatske junake okalja, a rod iskorijeni, objavi spjev samo trinaest godina poslije njihova smaknuća, još dok su rane bile svježe. Vitezović prikazuje sigetsku bitku kao nesreću koja je bolno odjeknula u čitavom hrvatskom narodu, misleći pritom, dakako, na tugu koju je izazvala mučenička smrt Petra Zrinskoga i Krste Frankapana. Djelo je posvetio, a to je već bilo ludo hrabro, Adamu Zrinskom, sinu bana Nikole, koji je također ubijen od iste ruke. Naime, Adam Zrinski poginuo je pogođen topovskim hitcem u leđa 1691. kod Slankamena služeći u austrijskoj vojsci. Topovska kugla, po vjerodostojnim svjedočanstvima suvremenika, došla je s austrijske strane.
Uz djelo Oživjela Hrvatska u svezi je njegov najpoznatiji povijesni zemljovid Zemljovid cjelokupnoga Hrvatskoga Kraljevstva (Mappa generalis regni Croatiae totius, 1699.), nastao u vrijeme kad je Vitezović nacrtao nekoliko rukopisnih karata. U Oživjeloj Hrvatskoj razradio je ideju o tom da su svi Južni Slaveni zapravo Hrvati, a koncept dodatno proširio u velikom nedovršenom djelu O ilirskim žrtvenicima i ognjištima (De aris et focis Illyriorum), koji je djelimice objavio u Beču 1701. godine. Naslov tog izdanja bio je Stematografija ili opis, objašnjenje i rekonstrukcija ilirskih grbova (Stemmatographia sive Armorum Illyricorum delineatio, descriptio et restitutio). U ovom djelu objavio je 56 grbova zemalja za koje je smatrao da pripadaju Iliriku. 
Vitezovićev rad bio je raznolik i obilan. Odvijao se na nekoliko područja. Otkako je dopro u srednju dob, gotovo je do kraja života pisao pjesničke poslanice, prigodnice i panegirike, na latinskom i vrlo rijetko na hrvatskom jeziku. Gotovo nije bilo čovjeka od značenja širom Hrvatske, Mađarske i Austrije, što ga je na svojoj životnoj putanji sreo kome nije napisao kakvu poslanicu, anagram, čestitku ili slično. Pored tih prigodnih pjesama napisao je i jedno djelo s izrazito književnim ambicijama: Odiljenje Sigecko. Daljnje područje njegova rada jest povijest, u kojoj je, čini se, najviše bio kod kuće. Slijedio je zatim leksikografski i jezikoslovni rad te nastojanja oko kalendara i drugih korisnih i zabavnih knjiga.
U svom jedinom djelu s pjesničkim ambicijama – u Odiljenju Sigeckom, Vitezović nije dostigao visok domet ako se imaju u vidu plodovi književnosti naših primorskih gradova, osobito Dubrovnika. Pa ipak, sama orijentacija na Siget, koji je doživio svoju obradu već u Karnarutiću, pa onda u braći Zrinskima, nije bez značenja za unutrašnju fizionomiju Vitezovićevu. Nakon pogubljenja Zrinskoga i onakva haranja po njegovim imanjima, nakon atmosfere kakva je nastala odmah nakon strašnih događaja u Bečkom Novom Mjestu svako spominjanje Sigeta moralo je podsjećati na tragediju što je pogodila Hrvatsku tih godina. Dakle, orijentacija na Siget i nasljedovanje Adrianskoga mora Sirene bili su na određeni način znak opredjeljenja autorova prema Austriji i njezinu dvoru. Bilo je to isticanje zasluga Zrinskih za domovinu, pa i za samu Austriju. Bilo je to slavljenje njihovih junaštava u klimi što je nastala pošto je Austrija tako okrutno obračunala sa Zrinskima i Frankopanom, s Katarinom i njezinom djecom. Svojoj odanosti Zrinskima Vitezović je na određeni način dao oduška i u svojoj "Kronici", u kojoj s nekoliko suhih rečenica utvrđuje činjenice o uroti i pogubljenju.

## Ostala djela
U djelu Opsjene djela O kraljevstvu Dalmacije i Hrvatske Ivana Lučića (Offuciae Ioannis Lucii De regno Dalmatiae et Croatiae) zastupao je ideju cjelovitosti Hrvatske i kritizira Ivana Lučića.

## Rad na hrvatskome pravopisu
Ako za Vitezovićev politički program možemo, uvjetno, reći da je bio ponešto i maglovit, treba naglasiti da su mu kulturne vizije neobično temeljite. Od najveće je važnosti njegov rad na pravopisu i jeziku. Pitanja kako se "s maloćom dijačkih aliti latinskih slov obilje hrvatskoga našega jezika dobro ali pravo" može pisati proganjalo je Vitezovića cijeli život. "Kao i Budiniću, Kašiću i drugim piscima – ističe Kombol – nametala se i Vitezoviću potreba, da se jednom sredi latinički pravopis kod Hrvata, gdje 'vsaki po svojoj volji i prez reda piše', i on o toj reformi govori u nekolikim predgovorima svojih djela, u Kronici, u Priručniku i u Plorantis Croatae saecula duo, upućujući čitaoce na svoju raspravu Orthographia Illyricana. Premda ta rasprava nije na žalost sačuvana, ipak se iz ostalih Vitezovićevih djela vidi, kako je izgledala njegova reforma pravopisa, nesumnjivo najpodesnija od svih, što su dotad pokušane. Vitezović je zaključio da je "dijački iliti latinski abcdar nezadovoljan s 23 svojimi literarni aliti slovmi" za hrvatski jezik, pa je žalio što su Hrvati za svoje pismo prihvatili nesavršenu latinicu umjesto glagoljicu. Provodeći načelo, da svaki fonem treba imati samo jedno slovo i da se svaki glas označuje uvijek istim slovom, pomažući se dijakritičkim znakovima, Vitezović je već pošao putem, kojim će kasnije poći Gaj i ilirci, i on je za taj svoj novi način pisanja mogao s pravom, kazati, da je 'kruto dobar, lagak i pravičan'. Vitezović se u rješavanju grafijskih problema vratio izvoru: pismu koje su poznavali "stari Hrvati s Jeronimom i ostali", dakle glagoljici. Shvativši bit glagoljskoga pisma počeo je postupno u svojim djelima odbacivati dvoslove i troslove. Nitko prije Vitezovića, uvjeren je jezikoslovac Milan Moguš, "nije predložio tako dosljedan monografemski sustav na bazi dijakritičkih znakova", pa su Gaj i ilirci samo ostvarili njegova grafijska rješenja. Grafijske su reforme na sjeveru i jugu Hrvatske, ističe Moguš, "vođene do tada odjelito. Vitezović, zalažući se za političko sjedinjenje hrvatskih pokrajina, prvi predlaže ista grafijska rješenja za obje sredine. Ta se njegova misao postupno širila po čitavoj Hrvatskoj. Zbog toga je Vitezović postao jednim od najznačajnijih figura u povijesti hrvatskoga književnoga jezika u prijelomnim desetljećima iz 17. u 18. stoljeće". (M. Moguš, Povijest hrvatskoga književnoga jezika, str. 92.)
Važnošću mu se od leksikografskih djela ističe rukopisni rječnik Lexicon Latino-Illyricum. Hrvatsko-latinski dio je izgubljen.

## Izabrana djela
Izabrana djela:
- Apographum ex Joanne Lucio aliisque nonnullis approbatis historicis de comitibus Corbaviae qui fuerunt ex genere Gussich, Ljubljana, 1681.
- Novus Skender-beg seu illustrissimus d.d. comes don Petrus Ricejardi de Lika..., s.l., 1682.
- Odiljenje sigetsko, Linz, 1684.
- Priričnik aliti razliko mudrosti cvitje., Zagreb, 1703.
- Senjčica aliti djačka od senjskoga na moru junačtva
- Serbia Illustrata (Ilustrirana Srbija), 1712. god. pregled kompletne srpske povijesti u 8 knjiga.
- Bosna captiva (Zasužnjena Bosna), 1712.

## Počasti
- Godine 1926. „Braća Hrvatskoga Zmaja“ podigli su u čast Pavla Vitezovića i koninika Jurja Marcelovića spomen-ploču u bečkoj katedrali.[6] Ploča je uništena s dijelom katedrale 12. travnja 1945. kada su Rusi granatama gađali Beč.[7]

## Vanjske poveznice
|  | Zajednički poslužitelj ima još gradiva o temi Pavao Ritter Vitezović |

- Jembrih, Alojz. 2013. Obljetnice 8sprovod Pavla Rittera Vitezovića u Beču 21. siječnja 1713. godine). Kroatologija. Sveučilište u Zagrebu – Fakultet hrvatskih studija. Zagreb. 4 (1–2): 204–214

- Oddilyenje ſigetſko (1684.), books.google.hr
- Kronika aliti szpomen vszega szvieta vikov u dva dela razredyen (1696.), digitalna.nsk.hr
- Kronika, aliti szpomenek vszega szveta vekov vu dva dela razredyen (1744.), digitalnezbirke.kgz.hr
- Kronika aliti Szpomenek vszega szveta vekov Na tri dele razdelyen (1762.), digitalna.nsk.hr
- Ukratko – o autoru  Arhivirana inačica izvorne stranice od 29. travnja 2009. (Wayback Machine)
- Vitezović kao jezikoslovac  Arhivirana inačica izvorne stranice od 7. svibnja 2005. (Wayback Machine)
- Pavao Ritter Vitezović  Arhivirana inačica izvorne stranice od 30. listopada 2004. (Wayback Machine)
- Priričnik (1696.), iz predgovora  Arhivirana inačica izvorne stranice od 25. ožujka 2008. (Wayback Machine)
- Vjekoslav Klaić: Život i djela Pavla Rittera Vitezovića  Arhivirana inačica izvorne stranice od 6. ožujka 2012. (Wayback Machine)
- Kratki životopis  Arhivirana inačica izvorne stranice od 11. ožujka 2012. (Wayback Machine)
- Ivan Komersteiner – Ikonograf čudesno obnovljenog Hrvatskog Kraljevstva, Hrvatsko slovo, br. 1099 i br. 1100, 13. 5. 2016. i 20. 5. 2016.
- Pavao Vitezović Ritter Hrvatska tehnička enciklopedija, portal hrvatske tehničke baštine. LZMK